# Michael Trein
Michael Trein (n. 17 iulie 1935, Hărman – d. 5 octombrie 2015, Crailsheim) a fost ultimul primar sas al Prejmerului (germană Tartlau). După emigrarea sa în Germania la sfârșitului anilor 1970 a făcut parte din conducerea Asociației Sașilor Transilvăneni din Germania.
A fost decorat cu Crucea Federală de Merit (germană Bundesverdienstkreuz) a Republicii Federale Germania.